# 1965 في مصر
فيما يلي قوائم الأحداث التي وقعت خلال عام 1965 في مصر.

## سياسة

### تعيين في المنصب
- 3 أكتوبر – زكريا محيي الدين رئيس الوزراء المصري.

## أفلام
من الأفلام التي صدرت هذه السنة في مصر:
- 1 يناير – الثلاثة يحبونها من إخراج محمود ذو الفقار.
- 1 يناير – الحرام من إخراج هنري بركات.
- 1 يناير – العقل والمال
- 1 يناير – بنت عنتر من إخراج نيازي مصطفى.
- 1 يناير – حكاية العمر كله من إخراج حلمي حليم.
- 1 يناير – سكون العاصفة من إخراج أحمد ضياء الدين.
- 1 يناير – طريد الفردوس من إخراج فطين عبد الوهاب.
- 3 فبراير – المدير الفني من إخراج فطين عبد الوهاب.
- 3 فبراير – هي والرجال من إخراج حسن الإمام.
- 24 مارس – الجبل
- 14 أبريل – أغلى من حياتي من إخراج محمود ذو الفقار.
- 28 يوليو – العقلاء الثلاثة

## موسيقى

### أغاني
من الأغاني التي صدرت هذه السنة في مصر:
- 1 يناير – زوربا من غناء داليدا.

## كتب
من الكتب التي صدرت هذه السنة في مصر:
- 1 يناير – العنكبوت من تأليف مصطفى محمود.

## مواليد

### يناير
- 1 يناير – أحمد محمد حامد علي
- 1 يناير – عبد الله كمال صحفي مصري.
- 1 يناير – مي التلمساني كاتبة مصرية.

### فبراير
- 1 فبراير – محمد هنيدي ممثل مصري.

### مارس
- 15 مارس – رضا عبد العال لاعب كرة قدم مصري.

### أبريل
- 22 أبريل – سماح أنور ممثلة مصرية.

### يوليو
- 8 يوليو – أحمد الكاس لاعب كرة قدم مصري.
- 25 يوليو – أحمد رمزي لاعب كرة قدم مصري.

### أكتوبر
- 12 أكتوبر – عادل الجزار

### نوفمبر
- 1 نوفمبر – إبراهيم عيسى صحفي وكاتب مصري.

### ديسمبر
- 21 ديسمبر – وائل خليل ناشط حقوق إنسان مصري.
- 30 ديسمبر – عصام عبد الفتاح لاعب كرة قدم مصري.

## وفيات

### يناير
- 1 يناير – عزيز علي المصري (مواليد 1879)

### فبراير
- 21 فبراير – مختار التتش (مواليد 1905) لاعب كرة قدم مصري.

### مارس
- 18 مارس – فاروق الأول (مواليد 1920)

### مايو
- 18 مايو – إيلي كوهين (مواليد 1924) جاسوس إسرائيلي.

### أغسطس
- 4 أغسطس – عبد الحميد بدوي (مواليد 1887) سياسي مصري.
- 23 أغسطس – مصطفى النحاس (مواليد 1879)